# 대한신학교
대한신학교(大韓神學校 Daehan Theological Seminary)는 고봉(高峰) 김치선 목사(1899~1968)가 설립하였으며, 안양대학교의 전신이다. 1952년 대한민국 최초로 교육부로부터 4년제 각종학교로 인가받은 신학교이다. 대한예수교장로회(대신) 소속 신학교이며, 1991년 대한신학교를 대신대학으로 개칭했으며, 1992년 대신대학을 대신대학교로 개칭하고, 1995년 대신대학교를 안양대학교로 개칭하여 현재에 이르고 있다.  추가로 사랑제일교회 전광훈 목사가 입학하고 졸업했다고 주장하는 그의 졸업장 ( 대한신학교(TaeHan Thelogical Seminary & College))는 안양대학교 전신 대한신학교와 단순 동음이의어인 관계, 즉 한글 학교명만 같으며 영문명, 학교직인, 학교주소 등 현 안양대학교와는 아무런 관계가 없다. 

## 연혁
- 1948년 8월 서울 남대문교회에서 김치선 목사가 장로교 야간 신학원을 설립하다(이사장 김치선 목사, 초대교장 윤필성 목사)

- 1948년 11월 대한신학교 학생 70여명이 여수, 지리산, 제주도, 옹진 등에서 복음을 전하다가 순교하다.

- 1950년 1월 대한신학교로 개칭하고 제3대 교장에 김치선 목사가 취임하다.

- 1950년 5월 대한신학교 제1회 졸업식 18명 졸업생을 배출하다.

- 1952년 9월 4년제 각종학교로 인가를 받다(대한민국 최초의 교육부인가 신학교)

- 1956년 5월 서울시 중구 남산동으로 교사 이전하다.

- 1962년 2월 제4대 교장 김세창 박사 취임.

- 1966년 2월 제5대 교장 김세창 박사 취임(문교대 1018～1315)

- 1968년 2월 이사장에 김세창 박사 취임(대학 1041～1036)

- 1969년 7월 국방부로부터 군종 장교 후보생 지정학교 인가받다.

- 1972년 2월 대한신학교 연구원 M.DIV 과정 설립하다.

- 1972년 2월 대한신학교 관악캠퍼스를 서울대학교에 넘겨주다.

- 1978년 2월 목회학과 증설을 문교부 승인을 받다.

- 1978년 9월 안양에 대한신학교 신축교사 기공식 거행하다.

- 1980년 12월 문교부로부터 4년제 대학 학력인준을 받다.

- 1980년 12월 기독교교육학과, 종교음악학과, 보육학과, 영어영문학과, 경영학과, 행정학과 증설을 문교부 승인받다.

- 1981년 12월 국어국문학과 증설을 문교부 승인받다.

- 1990년 11월 "대한신학교"를 "대신대학"으로 개편 승인

- 1991년 3월 "초대 학장 김영실 박사 취임 대학 개편 최종 인가받다.

- 1993년 3월  "대신대학"을 대신대학교로 명칭 변경하다.

- 1995년 3월  "대신대학교"를 안양대학교로 명칭 변경하다.